# Calidota strigosa
Calidota strigosa là một loài bướm đêm thuộc phân họ Arctiinae, họ Erebidae.